# Бошко Радуловић
Бошко Радуловић (Будва, 6. октобар 1996) црногорски је пливач чија специјалност је пливање слободним и делфин стилом. Вишеструки је првак и рекордер Црне Горе.

## Каријера
На међународној сцени Радуловић је дебитовао у априлу 2013. у грчкој Лариси на Јуниорском првенству Балкана, а најбољи резултат на том такмичењу му је било 10. место у трци на 50 метара слободним стилом. Два месеца касније учестовао је и на Европском првенству за јуниоре у пољском Познању где се такмичио у тркама на 50 слободно и 50 делфин. На 50 метара слободно испливао је време од 25,99 секунди што му је било довољно тек за 58. место у квалификацијама, док је на 50 делфин са временом од 27,27 секунди био тек 61. у квалификацијама.
На сениорским првенствима дебитовао је на светском првенству у Казању 2015. где је у дисциплини 100 делфин успео да исплива нови лични рекорд у времену од 58,10 секунди (заузео је 62. место и није се пласирао у полуфинале). У трци на 100 слободно био је тек 89. са временом од 54,53 секунде.
На светском првенству у Будимпешти 2017. такмичио се у две дисциплине, у трци на 50 метара делфин био је 53. у квалификацијама са резултатом од 25,24 секунде (нови лични рекорд), док је на 50 метара слободно испливао време од 24,42 секунде и заузео 89. место у конкуренцији 118 такмичара.
Радуловић је учествовао и на светском првенству у корејском Квангџуу 2019. где се такмичио у две дисциплине — 50 делфин (56. место), 50 слободно (79. место).